# Краснояр (Нижегородская область)
Краснояр — деревня в составе Староустинского сельсовета в Воскресенском районе Нижегородской области.

## География
Находится в левобережье Ветлуги на правом берегу реки Уста на расстоянии примерно 10 километров по прямой на север от районного центра поселка  Воскресенское.

## История
Деревня известна с середины XIX века, входила в Варнавинский уезд Костромской губернии, название по глинистому откосу берега местной реки Уста. В 1859 году учтено было в деревне  24 двора и 165 жителей. Жители зарабатывали на жизнь в основном изготовлением бондарным промыслом и на сплаве. В советское время работали колхозы «Пролетарий» и им.Калинина.

## Население
Постоянное население составляло 43 человека (русские 94%) в 2002 году, 32 в 2010 году .